# Saint-Éloi (Ain)
Saint-Éloi ist eine französische Gemeinde mit 524 Einwohnern (Stand: 1. Januar 2022) im Département Ain der Region Auvergne-Rhône-Alpes. Sie gehört zum Arrondissement Belley und zum Kanton Meximieux. Die Einwohner werden Santaloins bzw. Eulaliens genannt.

## Geografie
Die Gemeinde Saint-Éloi liegt im Südosten der Seenlandschaft Dombes, etwa 32 Kilometer ostnordöstlich von Lyon. Umgeben wird Saint-Éloi von den Nachbargemeinden Rignieux-le-Franc im Norden und Osten, Meximieux im Südosten, Pérouges im Südosten und Süden, Faramans im Süden und Südwesten sowie Joyeux im Westen und Nordwesten.

## Bevölkerungsentwicklung
| Jahr                       | 1962 | 1968 | 1975 | 1982 | 1990 | 1999 | 2006 | 2012 | 2021 |
| -------------------------- | ---- | ---- | ---- | ---- | ---- | ---- | ---- | ---- | ---- |
| Einwohner                  | 206  | 170  | 155  | 243  | 358  | 402  | 388  | 440  | 524  |
| Quellen: Cassini und INSEE |      |      |      |      |      |      |      |      |      |

## Sehenswürdigkeiten
- Kirche Sainte-Eulalie
- Friedhofskapelle
- Wasserturm
- ehemaliges öffentliches Waschhaus (Lavoir)

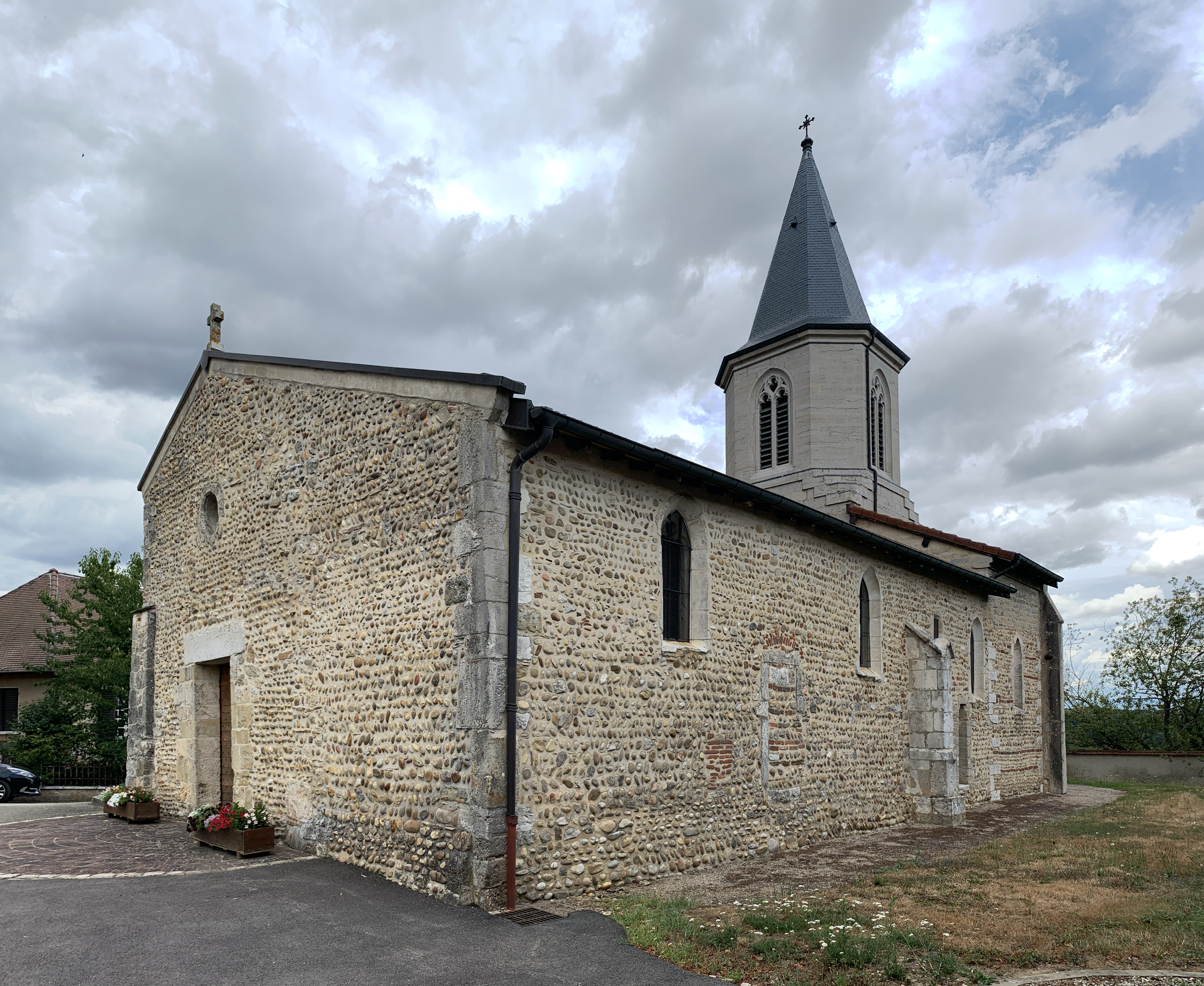
Kirche Sainte-Eulalie
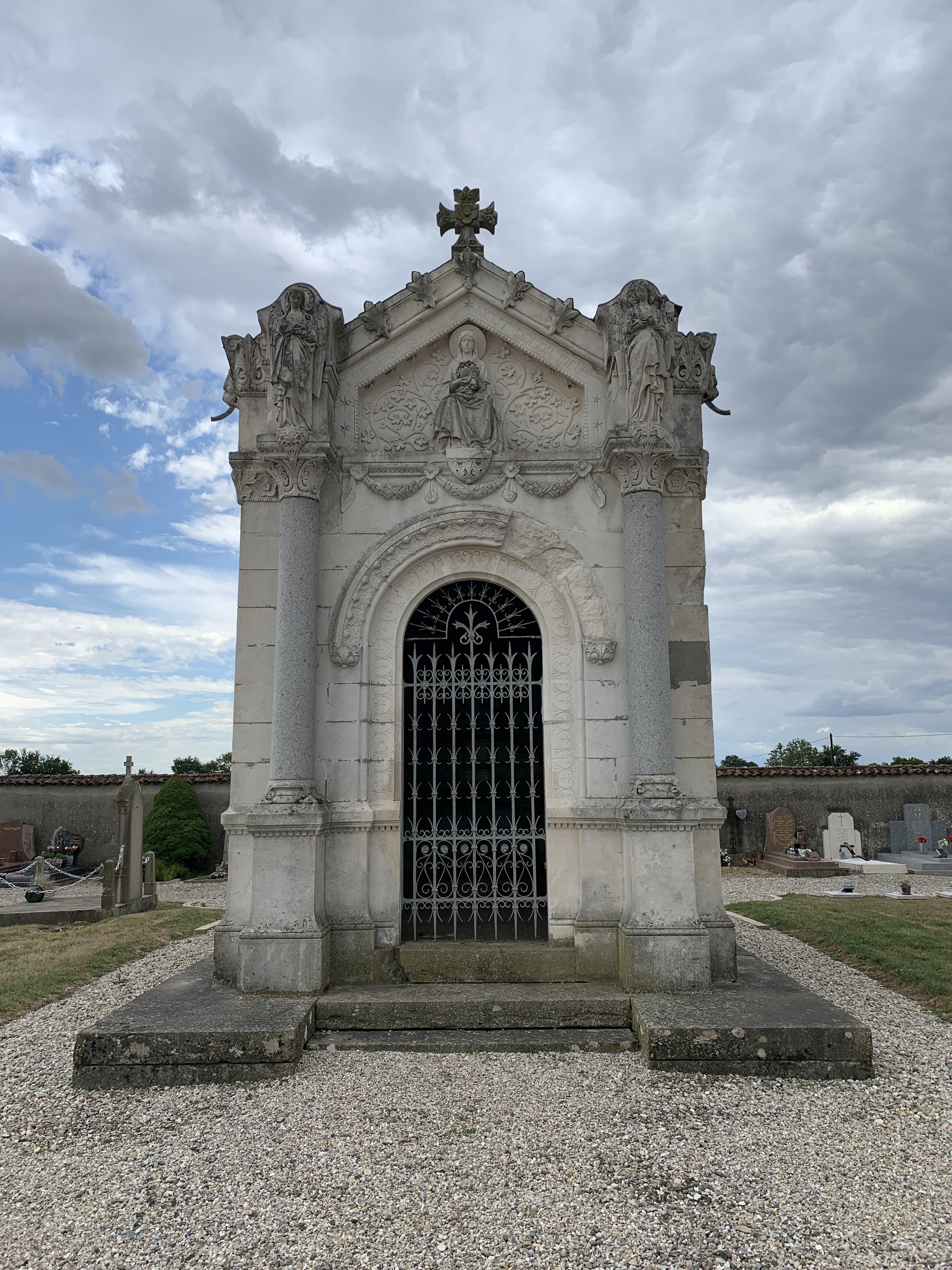
Friedhofskapelle
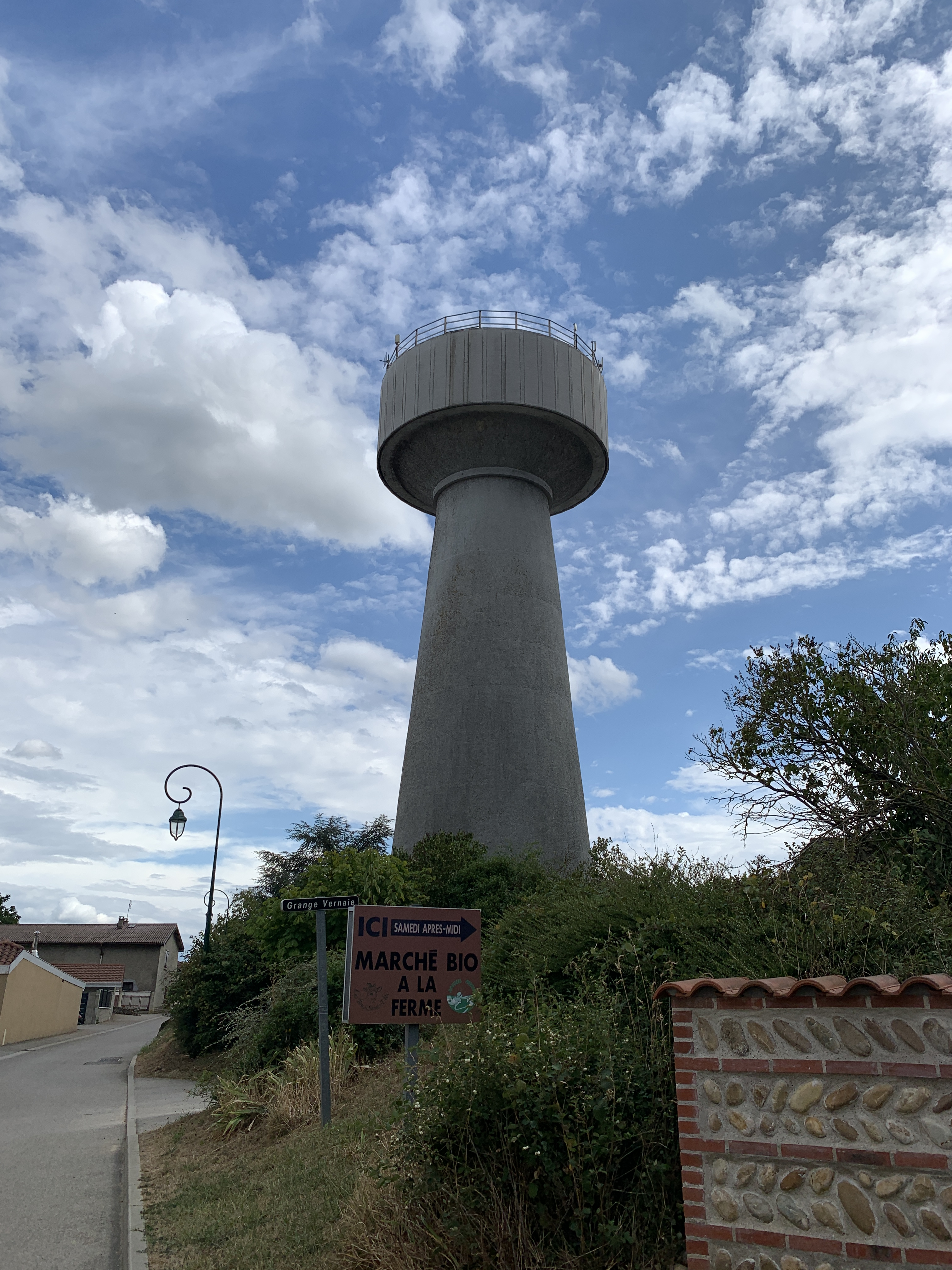
Wasserturm
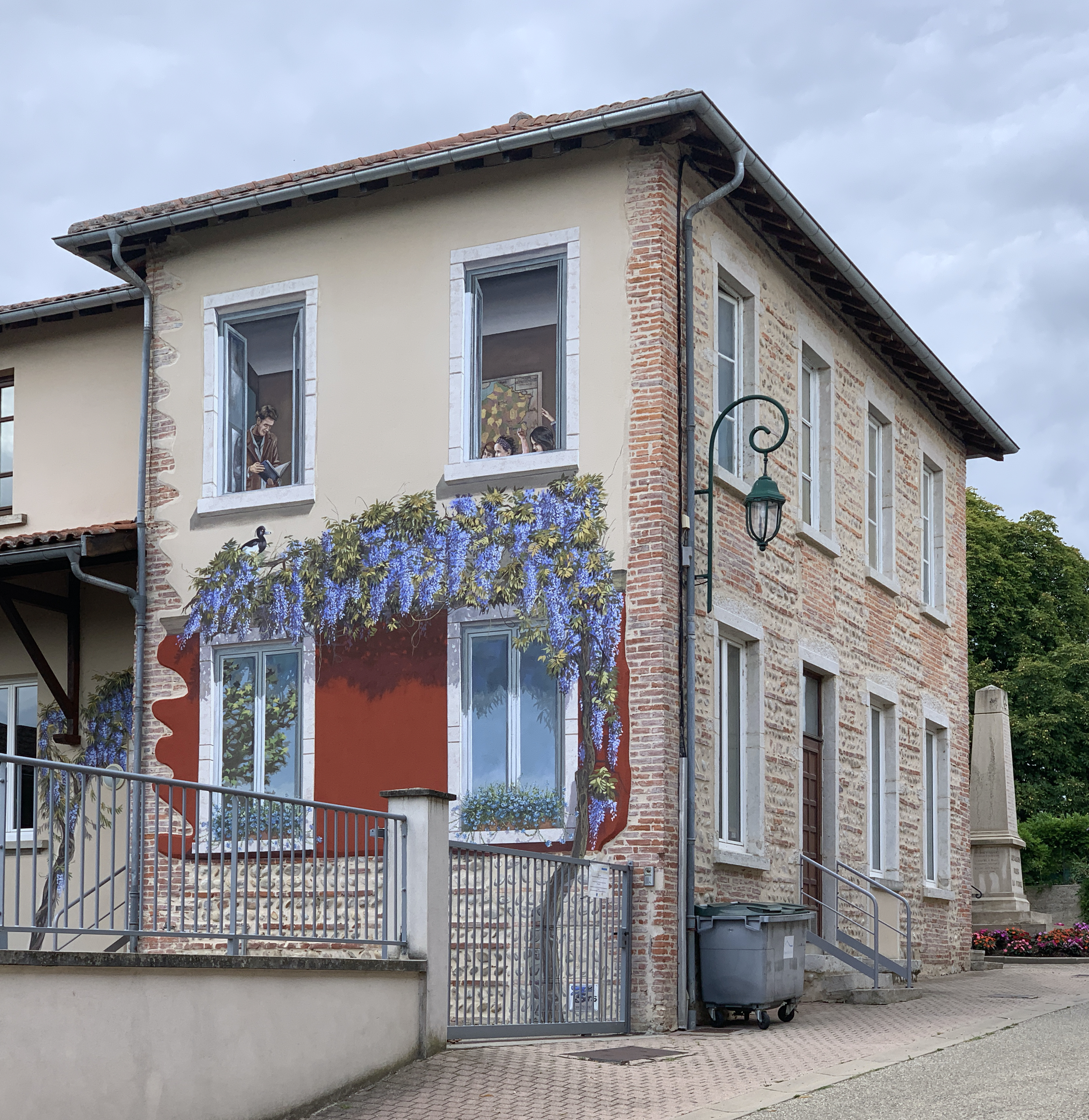
Grundschule
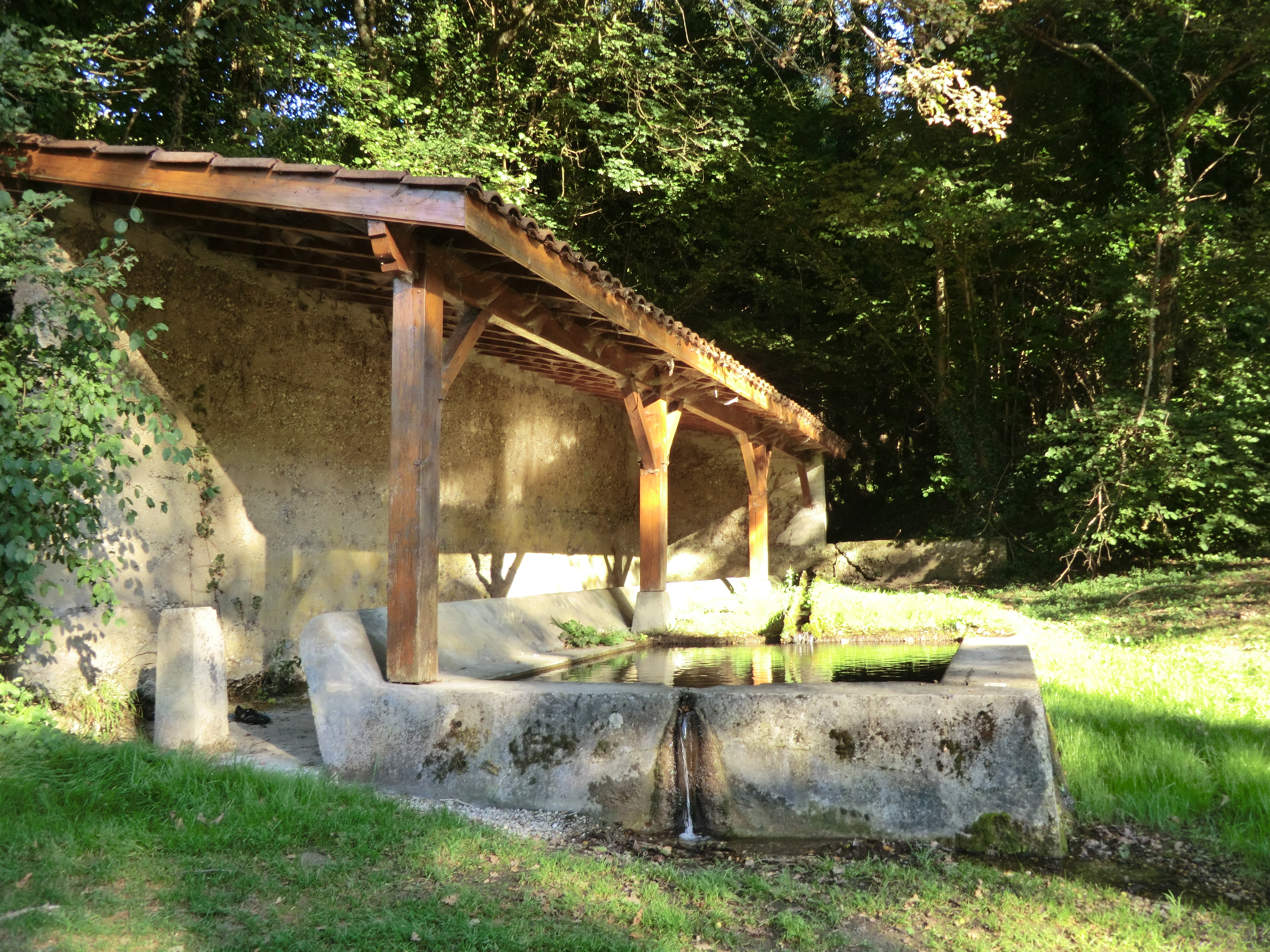
Lavoir
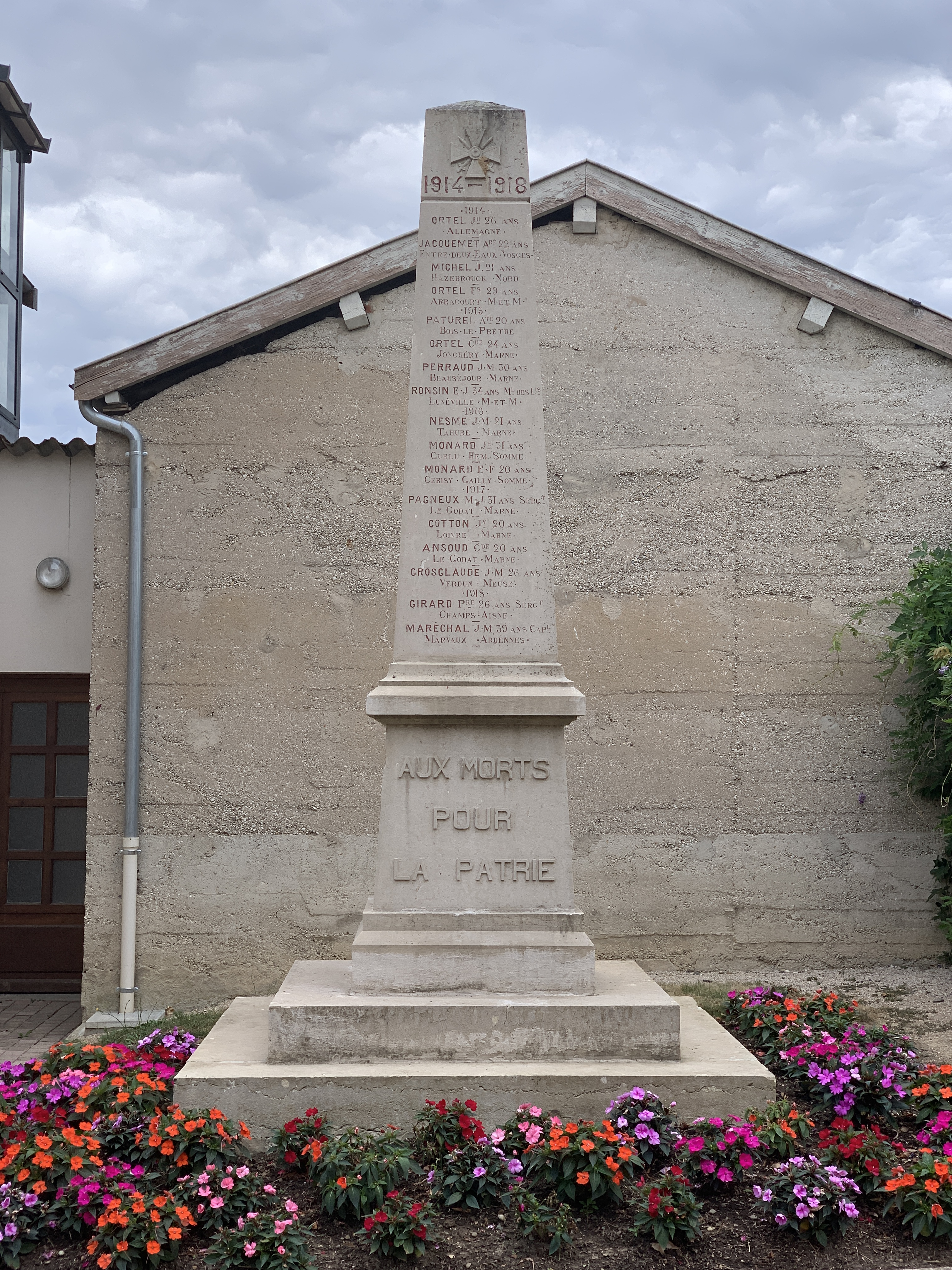
Gefallenendenkmal